# Лауэрцер-Зе
Лауэрцер-Зе (Лауэрцское озеро, Лауэрцерзе, Лауэрцер; нем. Lauerzersee, Lauerzer See) — озеро ледникового происхождения в кантоне Швиц, Швейцария.
Высота над уровнем моря — 447 м. Площадь поверхности озера — 3,1 км², максимальная глубина — 14 метров.
В 1806 году в озеро частично присыпал сошедший в него оползень, последовавшая за этим волна вызвала разрушения в Лауэрце и на островах озера. После наводнений 1999 и 2005 годов был построен туннель к Люцернскому озеру, для регулированию уровня воды.

## Галерея

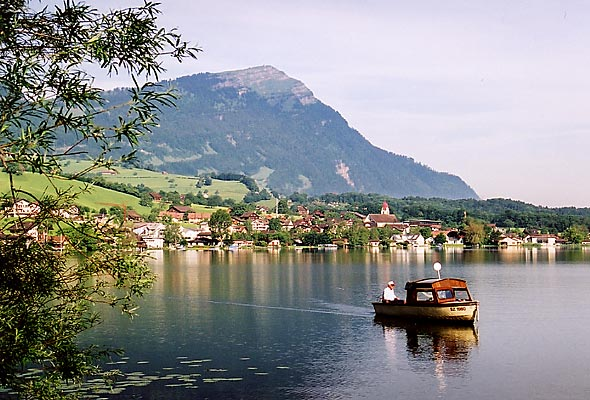
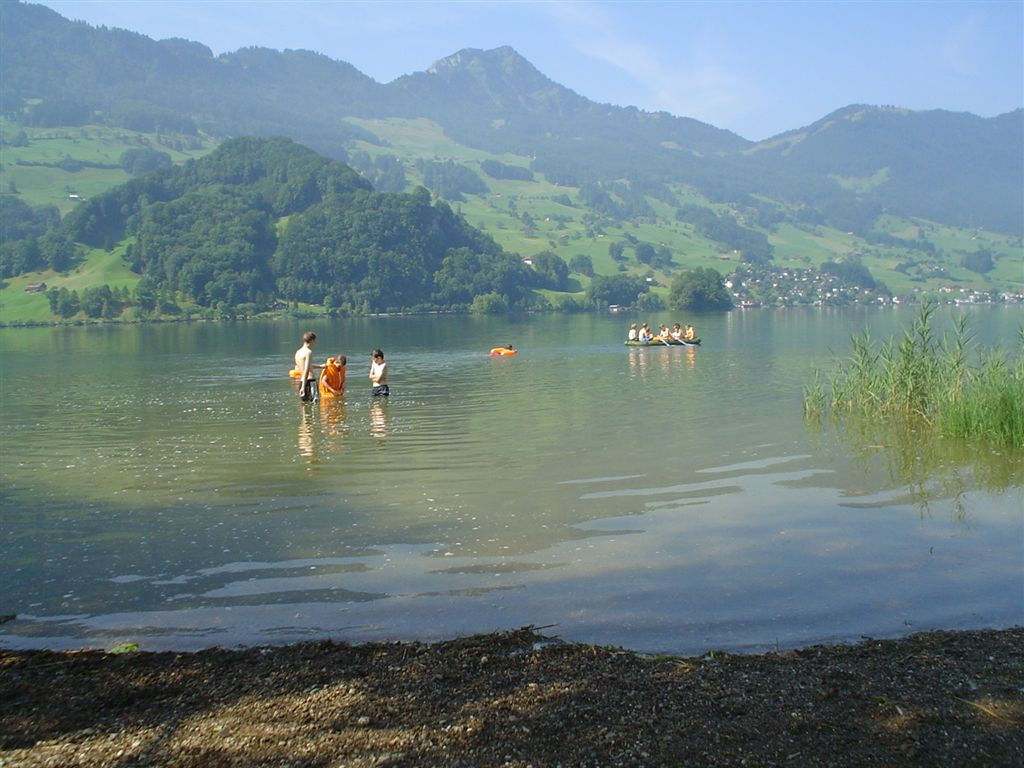
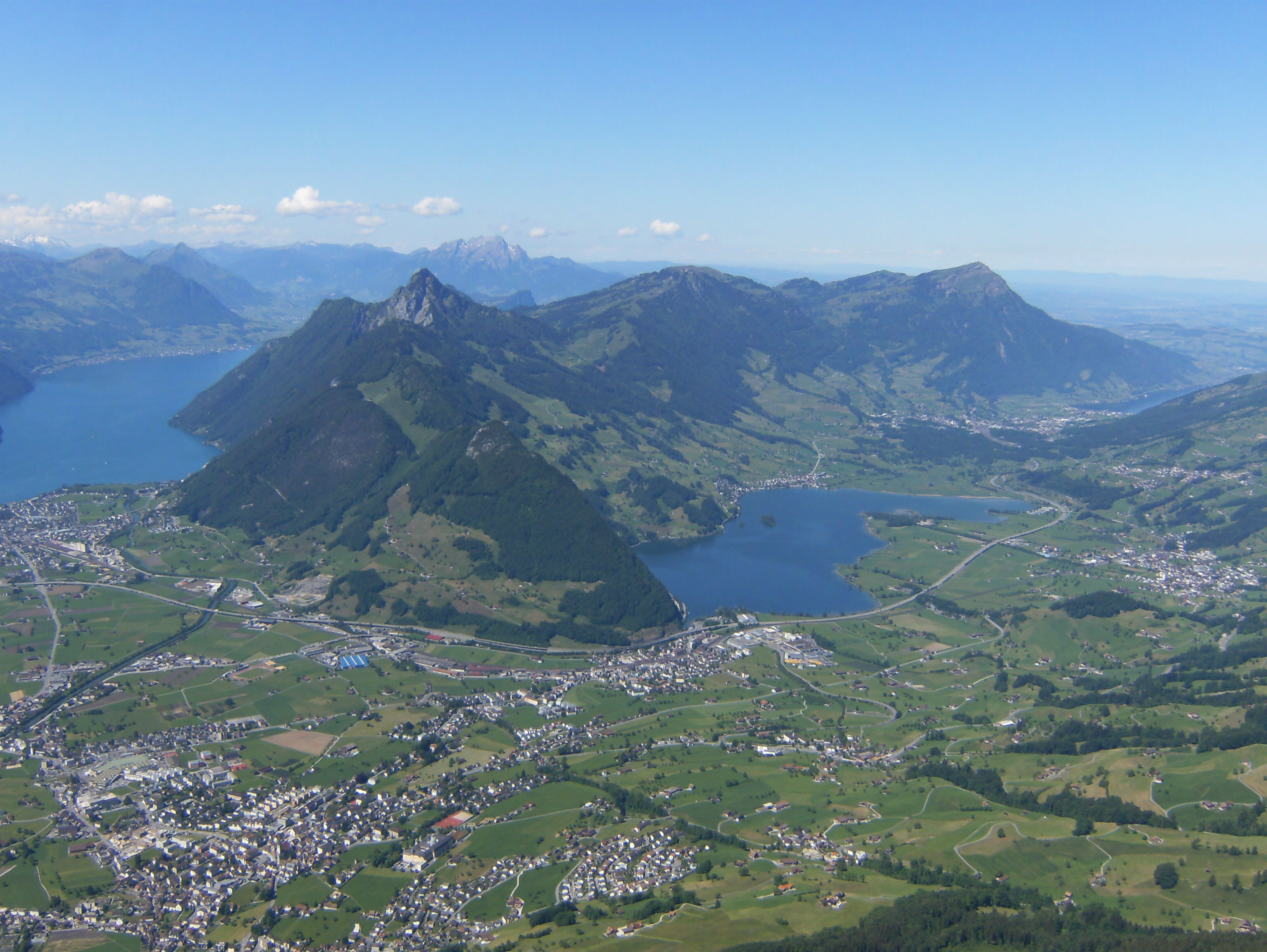
Горный массив Риги и озеро Лауэрцер-Зе (справа) весной
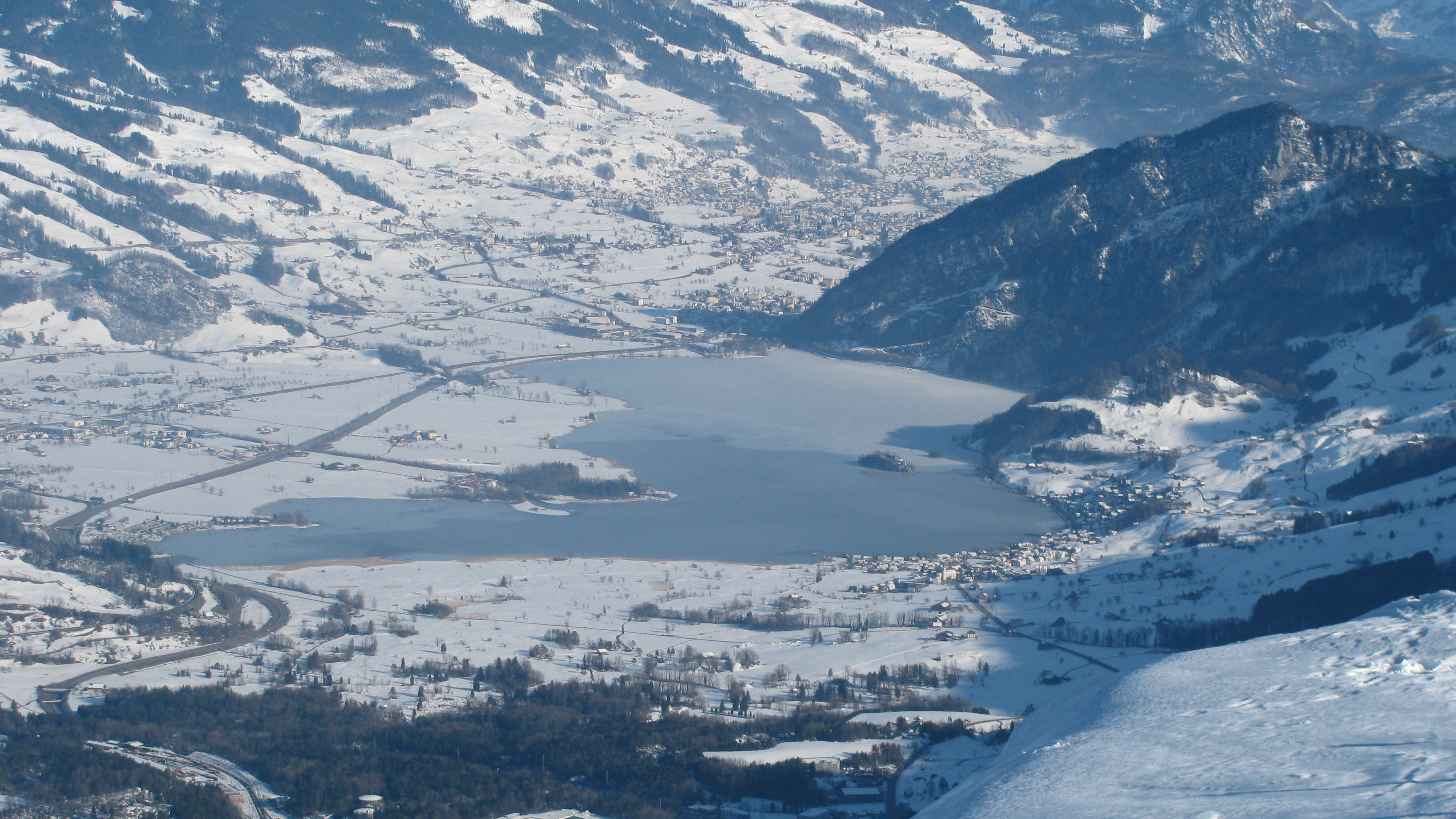